# Morne Léger
Le morne Léger est un sommet de l'île de la Basse-Terre en Guadeloupe. Ce morne culmine à 631 mètres d'altitude et fait partie du parc national de la Guadeloupe. Il est proche du col des Mamelles (des pitons des Mamelles) ainsi que du Morne-à-Louis et constitue le tripoint des communes de Petit-Bourg, Lamentin et Pointe-Noire.